# بخش نیشوپینگ
بخش نیشوپینگ (به سوئدی: Nyköpings kommun) یک ناحیه شهری در سوئد است که در شهرستان سودرمانلاند واقع شده‌است.